# Matti Kuusi
Matti Akseli Kuusi (Hèlsinki, 25 de març de 1914 – Hèlsinki, 16 de gener de 1998) fou un paremiòleg i folklorista finès. Originàriament provenia d'una família noble, els Granfelt, però el seu avi va convertir el seu nom al finès per expressar les seves intencions polítiques. Va estudiar en els anys 1930 a la Universitat de Hèlsinki, va ampliar els seus estudis a Alemanya amb una beca de la Fundació Alexander von Humboldt i es va doctorar el 1950. El 1951 fou nomenat professor de Foklore a la Universitat de Hèlsinki i més tard, 1959, catedràtic. Fou membre de la Suomen Akatemia, l'Acadèmia finesa, (1985) i rebé el premi de la Fundació Cultural Finesa el 1984.

## Obra
Va escriure nombrosos llibres sobre folklore finès i va ser el primer a establir una classificació tipològica dels refranys equivalent a la Classificació Aarne-Thompson pels contes: la “classificació tipològica internacional Matti Kuusi”. Va fundar la revista Proverbium: Bulletin d'Information sur les Recherches Parémiologiques, publicada de 1965 a 1975 per la Societat de Literatura Finlandesa; després es continuaria en Proverbium: International Yearbook of Proverb Scholarship (vegeu Wolfgang Mieder).
Va ser l'autor principal del recull "900 Balto-Finnic Proverb Types with Russian, Baltic, German and Scandinavian Parallels", que és un "dels més grans diccionaris multilingües de refranys". La seva recerca es va centrar principalment en la  poesia èpica finesa i els refranys; també va contribuir a desenvolupar els estudis de folklore finès, promovent també la recerca sobre llegendes urbanes i altres aspectes de la tradició popular contemporània. També es va interessar pel folklore africà.
Els seus estudis de paremiologia han estat continuats per la seva filla, Outi Lauhakangas.
Una de les contribucions principals de Matti Kuusi ha estat l'establiment de la cronologia dels diferents substrats de l'èpica finesa, basada en l'anàlisi estilística, els motius i comparant amb l'èpica de l'antic escandinau.
També fou autor de poesia.